# Anchitrichia trifurcata
Anchitrichia trifurcata är en nattsländeart som beskrevs av Angrisano 1984. Anchitrichia trifurcata ingår i släktet Anchitrichia och familjen smånattsländor. Inga underarter finns listade i Catalogue of Life.